# Limours
Limours è un comune francese di 6 600 abitanti situato nel dipartimento dell'Essonne nella regione dell'Île-de-France.

## Società

### Evoluzione demografica

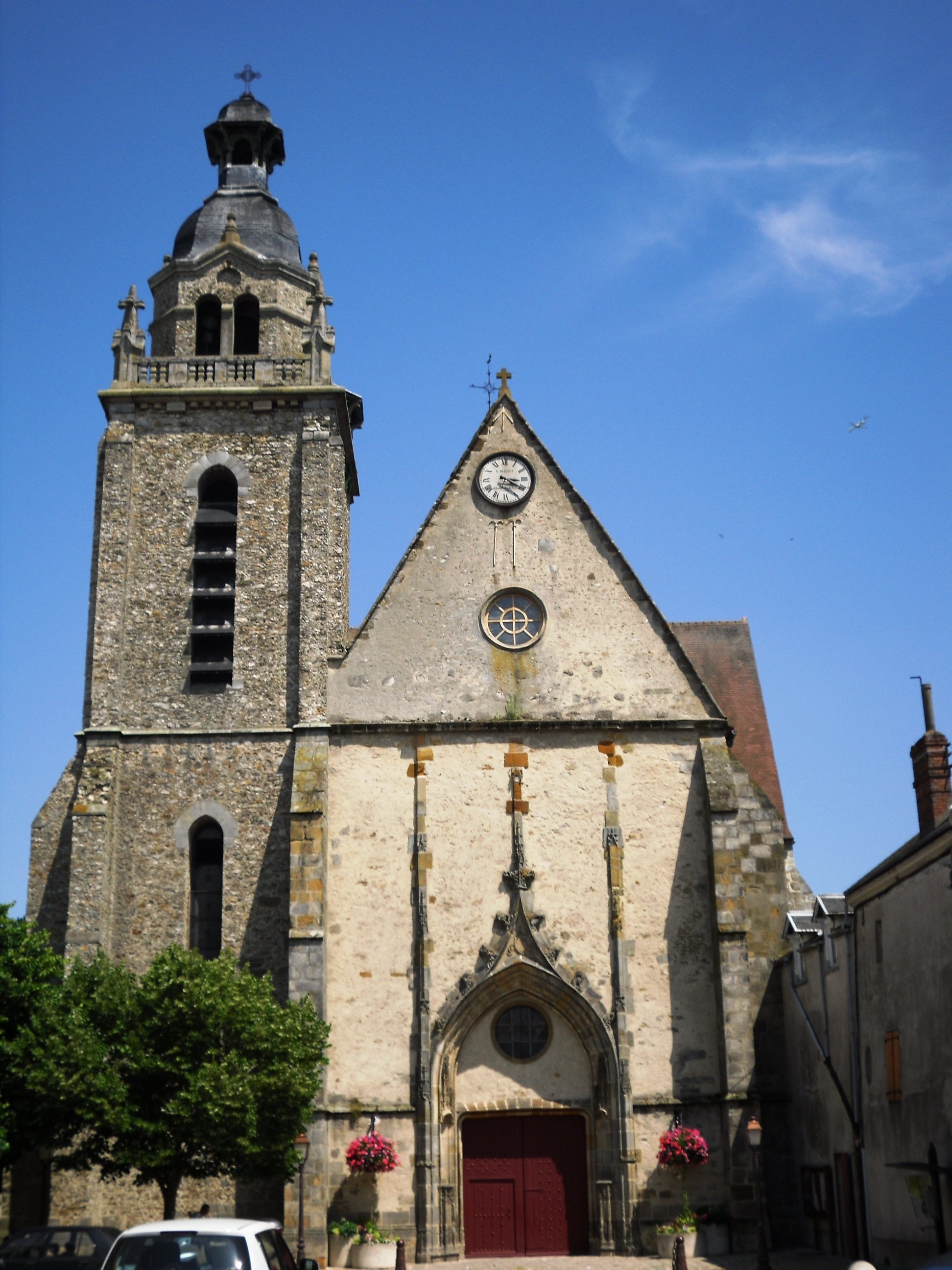
La chiesa di Saint-Pierre

Abitanti censiti